# SIKON ISAF 9
SIKON ISAF 9 je bil deveti kontingent Slovenske vojske, ki je deloval v sklopu misije ISAF (od februarja do avgusta 2008) v Afganistanu.
Poveljnik kontingenta je bil stotnik Peter Saje; nastanjeni so bili v Camp Arena (Herat, Afganistan).

## Zgodovina
Večina kontingenta je delovala v Campu Arena in v mestu Herat.

## Sestava
V kontingentu je delovalo 66 pripadnikov.